# Live at the Greek Theatre 2008
Live at the Greek Theatre 2008 ist das 31. Album, beziehungsweise das elfte Livealbum von Ringo Starr nach der Trennung der Beatles. Es wurde am 20. August 2010 in Europa (USA: 27. Juli 2010) veröffentlicht.

## Entstehungsgeschichte
Nach dem Erscheinen des Studioalbums Liverpool 8 im Januar 2008 begab sich Ringo Starr vom 19. Juni bis zum 2. August 2008 auf eine USA-Tournee und gab mit der Tenth All-Starr-Band 27 Konzerte. Am 2. August 2008 wurde das Konzert im Greek Theatre in Los Angeles aufgezeichnet und als zweite Ringo-Starr-CD von der Universal Music Group zwei Jahre später veröffentlicht.
Das vollständige Programm der Konzerte der Tournee des Jahres 2008 war wie folgt:
1. With a Little Help from My Friends / It Don’t Come Easy
2. What Goes On
3. Memphis in Your Mind
4. Lonely Is the Night (Billy Squier)
5. Free Ride (Edgar Winter)
6. Down Under (Colin Hay)
7. Dream Weaver (Gary Wright)
8. Boys
9. Pick Up the Pieces (Hamish Stuart)
10. Liverpool 8
11. Act Naturally
12. Yellow Submarine
13. Tobacco Road (Edgar Winter)
14. Your Eyes oder Stormy Mondays (Gary Wright)
15. A Song for You (Hamish Stuart)
16. Are You Lookin’ at Me? oder Overkill (Colin Hay)
17. In the Dark (Billy Squier)
18. Frankenstein (Edgar Winter)
19. Never without You
20. Choose Love
21. The Stroke (Billy Squier)
22. Work to Do (Hamish Stuart)
23. I Wanna Be Your Man
24. Love Is Alive (Gary Wright)
25. Who Can It Be Now? (Colin Hay)
26. Photograph
27. Oh My My
28. With a Little Help from My Friends / Give Peace a Chance

Zehn der 15 Lieder der CD wurden von Ringo Starr gesungen.

## Covergestaltung
Das Cover entwarf Meire Murakami. Die Coverfotos wurden von Rob Shanahan aufgenommen. Der CD liegt ein bebildertes achtseitiges Begleitheft bei, das Informationen zum Album enthält.

## Titelliste
1. Introduction / With a Little Help from My Friends (Lennon/McCartney) / It Don’t Come Easy (George Harrison/Richard Starkey a) – 4:24
2. What Goes On (John Lennon/Paul McCartney/Richard Starkey) – 3:48
3. The Stroke (Billy Squier) – 6:55
  - Gesungen von Billy Squier
4. Free Ride (Dan Hartman) – 5:23
  - Gesungen von Edgar Winter
5. Dream Weaver (Gary Wright) – 5:09
  - Gesungen von Gary Wright
6. Boys (Luther Dixon/Wes Farrell) – 4:03
7. Pick Up the Pieces (Roger Ball) – 6:12
  - Gesungen von Hamish Stuart
8. Act Naturally (Johnny Russell/Voni Morrison) – 3:25
9. Yellow Submarine (Lennon/McCartney) – 3:20
10. Never without You (Richard Starkey/Mark Hudson/Gary Nicholson) – 5:26
11. I Wanna Be Your Man (Lennon/McCartney) – 3:40
12. Who Can It Be Now (Colin Hay) – 4:55
  - Gesungen von Colin Hay
13. Photograph (George Harrison/Richard Starkey) – 3:56
14. Oh My My (Richard Starkey/Vini Poncia) – 5:02
15. With a Little Help from My Friends (Lennon/McCartney) – 3:45
16. Give Peace a Chance (Lennon/McCartney) – 2:33

## Wiederveröffentlichungen
Die CD-Veröffentlichung aus dem Jahr 2010 wurde bisher nicht neu remastert.

## Single-Auskopplungen
Aus dem Album wurden keine Singleauskopplungen vorgenommen.

## Chartplatzierungen
Das Album verfehlte eine Notierung in den offiziellen Albumcharts.

## Sonstiges
- Eine Veröffentlichung im LP-Format erfolgte nicht.
- Im August 2010 wurde eine DVD in einer 5.1-Abmischung mit dem Titel Live at the Greek Theatre 2008 veröffentlicht; diese enthält folgende Lieder:

1. With a Little Help from My Friends
2. It Don’t Come Easy
3. What Goes On
4. Memphis in Your Mind
5. Ringo and his Drums
6. Lonely Is the Night (Billy Squier)
7. Free Ride (Edgar Winter)
8. Down Under (Colin Hay)
9. Dream Weaver (Gary Wright)
10. Boys
11. Pick Up the Pieces (Hamish Stuart)
12. Liverpool 8
13. Act Naturally
14. Yellow Submarine
15. Frankenstein (Edgar Winter)
16. All Starr Band Introduction
17. Never without You
18. Choose Love
19. The Stroke (Billy Squier)
20. Work to Do (Hamish Stuart)
21. I Wanna Be Your Man
22. Love Is Alive (Gary Wright)
23. Who Can It Be Now? (Colin Hay)
24. Photograph
25. Oh My My
26. With a Little Help from My Friends
27. Give Peace a Chance

## Tourdaten
- 19. Juni 2008 – Fallsview Casino, Niagara Falls, Ontario, Kanada
- 20. Juni 2008 – Fallsview Casino, Niagara Falls, Ontario, Kanada
- 22. Juni 2008 – Mohegan Sun Arena, Uncasville, Connecticut, USA
- 24. Juni 2008 – Radio City Music Hall, New York City, New York, USA
- 25. Juni 2008 – Bank Of America Pavilion, Boston, Massachusetts, USA
- 27. Juni 2008 – Pnc Bank Arts Center, Holmdel, New Jersey, USA
- 28. Juni 2008 – Trump Taj Mahal Casino Resort, Atlantic City, New Jersey, USA
- 29. Juni 2008 – North Fork Theatre, Westbury, New York, USA
- 02. Juli 2008 – Ruth Eckerd Hall, Clearwater, Florida, USA
- 03. Juli 2008 – Hard Rock Live (Seminole), Hollywood, Florida, USA
- 05. Juli 2008 – Beau Rivage, Biloxi, Mississippi, USA
- 09. Juli 2008 – Potawatomi Casino, Milwaukee, Wisconsin, USA
- 11. Juli 2008 – Casino Windsor Limited, Windsor, Ontario, Kanada
- 12. Juli 2008 – Soaring Eagle Casino, Mount Pleasant, Michigan, USA
- 13. Juli 2008 – Charter One Pavilion/Northerly Isle, Chicago, Illinois, USA
- 14. Juli 2008 – Mystic Lake Celebrity Palace, Prior Lake, Minnesota, USA
- 18. Juli 2008 – Northern Quest Casino, Airway Heights, Washington, USA
- 19. Juli 2008 – Chateau Ste. Michelle Winery, Woodinville, Washington, USA
- 22. Juli 2008 – Tachi Palace Hotel & Casino, Lemoore, Kalifornien, USA
- 23. Juli 2008 – The Mountain Winery, Saratoga, Kalifornien, USA
- 25. Juli 2008 – Silver Legacy, Reno, Nevada, USA
- 26. Juli 2008 – Star Of The Desert Arena, Primm, Nevada, USA
- 27. Juli 2008 – Humphrey’s By The Bay, San Diego, Kalifornien, USA
- 29. Juli 2008 – Pala Casino, Pala, Kalifornien, USA
- 31. Juli 2008 – Dodge Theatre, Phoenix, Arizona, USA
- 01. August 2008 – Fantasy Springs Casino, Indio, Kalifornien, USA
- 02. August 2008 – Greek Theatre, Los Angeles, Kalifornien, USA